# Carl Zörner
Carl Richard Hugo Ernst Zörner (Neunkirchen, 18 giugno 1895 – 12 ottobre 1941) è stato un calciatore tedesco, di ruolo portiere.

## Carriera

### Club

#### 1918 - 1930: FC Köln
Ha giocato come portiere, partecipando ai campionati organizzati dalla Westdeutschen Spiel-Verband, dapprima nel Rheinischer Südkreis (1919/20-1920/21), poi nel Rheingau (1921/22-1924/25) e infine nel Bezirk Rhein (1925/26-1929/30).

#### Variabili: Berlinger DSC
Durante il suo soggiorno a Berlino per motivi di lavoro, ha giocato anche per il Berliner DSC, nelle sezioni di calcio, pallanuoto e hockey, come già ai tempi di Colonia.